# ファントム (ミュージカル)
『ファントム』（Phantom）は、モーリー・イェストン作詞作曲、アーサー・コピット脚本によるミュージカル。1910年のガストン・ルルーの小説『オペラ座の怪人』を基にし、1991年、テキサス州ヒューストンで初演された。
1986年、アンドルー・ロイド・ウェバー版『オペラ座の怪人』が大ヒットし、『ファントム』はブロードウェイでは上演されたことはないが世界中1,000以上のプロダクションで上演されている。

## 舞台化の経緯
1982年、イエストンとコピットはミュージカル『ナイン (ミュージカル)』を共に製作してトニー賞 ミュージカル作品賞を受賞した。1983年、俳優で演出家のジェフリー・ホールダーからルルーの小説を基にしたミュージカル製作を持ち掛けられた。ホールダーはルルーの遺産管理者から唯一アメリカでのミュージカル化の権利を獲得していた。ホールダーが演出を務めようとしていた。当初イエストンはこの計画に懐疑的であった。「大笑いしたよ。世界最悪のアイデアだと思った。ホラーを基にしたミュージカルなんて誰が書きたいと思う?でも後になって何か変えられると思った。怪人を『ノートルダム・ド・パリ』のカジモドやエレファント・マンのようなキャラクターにできるのではないかと思った。彼らは外見に欠陥があるかもしれないが、私たちの中身はそんなに素晴らしいか?このキャラクターは泣けるものになると思った」。
1984年、イギリスのプロデューサーのケン・ヒルは1976年のミュージカル『オペラ座の怪人』の改訂版を製作していた。ホールダー、コピット、イエストンはウエスト・エンドではなくブロードウェイを見据えていたためこれについてはそれほど脅威に感じていなかった。しかし『バラエティ』誌のアンドルー・ロイド・ウェバーによるミュージカル『オペラ座の怪人』の記事を見て驚いた。グレートブリテン島ではこの小説の権利がパブリックドメインとなっていたのである。これ以前にホールダーはアメリカおよびヨーロッパでの権利を2年間分獲得していた。イエストンは曲をほぼ書き終えており、ロイド・ウェバー版の発表があった時にはイエストン、コピット、ホールダーはブロードウェイ上演に向け資金集め中であった。
当初、ブロードウェイでの上演を目指して製作中だったが、1986年、一足先にロンドンでアンドルー・ロイド＝ウェバー版が大ヒットして早々とブロードウェイ上演が決定してしまったため、スポンサーのほとんどが離れ、資金面の問題で上演を断念した。イエストン、コピット、ホールダーは落胆して『ファントム』製作を棚上げし、別々の道を歩むこととなった。ニューヨークでコピットがロイド・ウェバー版を観劇した時、アプローチの仕方が根本的に違うことに気付き、自分たちの作品に可能性が残っていると考えた。数年後、コピットはNBCのミニシリーズ『Hands of a Stranger 』の脚本を執筆して高視聴率となり、NBCはコピットに別の作品を依頼した。その後、4時間2部構成のTVドラマ用に修正した『オペラ座の怪人 (1990年のミニシリーズ)』の脚本をイエストンの同意を得てNBCに売却した。ガルニエ宮で撮影され、音楽はオペラの曲のみを使用した。チャールズ・ダンス、テリー・ポロ、バート・ランカスターが主演し、1990年にドラマ化・放映された。コピットは「モウリー(イエストン)にちょっと待っててくれと言ったんだ。誰かがこの番組を観て、良いミュージカルになるに違いないと思うのを待っていようと」と語った。
1991年、イエストン/コピット版はテキサス州ヒューストンにあるシアター・アンダー・ザ・スターズで『ファントム』として初演された。リチャード・ホワイトがファントム役、グローリー・クランプトンがクリスティーヌ・ダーエ役を演じた。全米ツアーを経て、その後も世界各地の1,000以上のプロダクションで上演されている。イエストンはこの作品について「ブロードウェイで上演していない作品で最大のヒット作」と語った。ロイド・ウェバー版に比べて、イエストン/コピット版は、1890年代を意識した曲調とオペレッタに近いスタイルを取り、舞台であるフランス、パリの雰囲気を色濃く出した作品になっている。青年エリックとしての人間性や出生の秘密、オペラ座前支配人ゲラール・キャリエールとの関係など、原作と大きく離れ、独自に掘り下げられた内容ではあった。ラウル役はそれほど大きく関わらない。

## プロダクション
オリジナル・プロダクション
1991年1月、テキサス州ヒューストンにあるシアター・アンダー・ザ・スターズにてイエストン/コピット版ミュージカルが世界初上演され、ロイド・ウェバー版を含む他の関連作品との差別化のためシンプルに『ファントム』と名付けた。リチャード・ホワイトがタイトル・ロールを主演した。ヒューストン・キャストはキャスト・アルバムをレコーディングし、RCAレコードからリリースされた。
初期の地方プロダクション
1991年夏、イエストンとコピットはいくつかのシーンをカットおよび変更した。秋、改訂版がシアトル、サンバーナーディーノで上演され、好評を受けた。シカゴでは、キャンドルライト・プレイハウスの芸術監督ビル・パリンシが演出し、『バラエティ』誌や『ウォール・ストリート・ジャーナル』紙から称賛された。これを機に、1992年のテキサス州フォートワース、フロリダ州デイトナビーチ、ニューヨーク州エルムスフォード、1993年、カンザス州ウィチタ、ニューメキシコ州アルバカーキ、ニューヨーク州ベルポートでも上演された。
2007年–2008年、ウエストチェスター再演
2007年10月と11月、ニューヨーク州エルムスフォードにあるウエストチェスター・ブロードウェイ・シアターで再演し、2007年12月から2008年2月に延長された。
インターナショナル・プロダクション
1996年、オーストラリアのビクトリア州アルトナでオーストラリア初演が行われた。ドイツではドイツ語版が3年かけてツアー公演を行なった。2004年、日本語版が宝塚歌劇団宙組の和央ようか、花總まり主演で初演され、2006年、花組の春野寿美礼、桜乃彩音主演で上演され、2011年、花組の蘭寿とむ、蘭乃はな主演で上演され、2018年、雪組の望海風斗、真彩希帆主演で上演された。2007年、エストニアのタリンにて上演された。
2013年5月、ウォルサムストウでイギリス初演が行われた。2015年4月から7月、韓国ソウルで上演が予定された。

## 主な登場人物
- ファントム（エリック）：オペラ座に住む怪人と呼ばれる男、母親以外に愛されずに育つ。
- クリスティーヌ・ダーエ：オペラ歌手を目指す少女、温厚で人当たりの良い美人。
- フィリップ・シャンドン伯爵：オペラ座の有力なパトロンの一人。美形であり、女性に人気。
- ゲラール・キャリエール：オペラ座の前支配人、エリックとは旧知の仲。
- アラン・ショレ：オペラ座の新支配人、恐妻家でカルロッタに頭が上がらない。
- カルロッタ：ショレの妻にしてオペラ座の新プリマドンナ、自分が一番ではないと気が済まない。主にクリスティーヌに嫌がらせをする。
- ジャン・クロード：楽屋番、親切な中年男性。
- マダム・ドリーヌ：オペラ座最古参のバレエ教師
- ルドゥ警部：パリ警察署長、エリックの事件を追う。
- モーク・レール：舞台監督
- メグ・ドリーヌ、セルジョ、リシャール、ソレリ、ラシュナル：オペラ座の団員、女優達は皆フィリップのファンであり、クリスティーヌに嫌がらせをしている。
- ベラドーヴァ：昔のプリマドンナ、エリックの亡き母。

（2008年上演版より。2004年及び2006年の宝塚歌劇団版とは一部の役名が異なる）

## あらすじ
※ガストン・ルルーの小説『オペラ座の怪人』を原作としながらも、一般的によく知られているアンドルー・ロイド＝ウェバー版（ALW版）ミュージカル「オペラ座の怪人」とは話の展開も結末も異なる。またプロダクションによっても違ってくる。
19世紀後半のパリ。
通りで新曲の楽譜を売る、オペラ座に憧れる少女クリスティーヌ・ダーエの歌声を耳にしたシャンドン伯爵は、クリスティーヌに、自らがパトロンを務めているオペラ座で歌のレッスンを受けるように取り計らう。シャンドン伯爵の紹介を受けてクリスティーヌはオペラ座へと赴くが、紹介人であるオペラ座の支配人キャリエールは既に解任されていた。
オペラ座の新支配人ショレは妻カルロッタをプリマドンナとして迎え、カルロッタはオペラ座で権勢を振るおうと意気込む。衣裳係のブケーにオペラ座の探索をさせていると、キャリエールにこの劇場には幽霊がおり、地下にある池には近づかないよう忠告をうける。しかし、ショレもカルロッタもキャリエールの解任されたことへのやっかみだと取り合わない。そこに現れたクリスティーヌをカルロッタは追い返そうとしたが、有力なパトロンの紹介があるため無下にできず、クリスティーヌを衣裳係にしてしまう。
キャリエールは一人オペラ座の地下深くへと降りていく。そこには「オペラ座の怪人（ファントム）」と呼ばれる男が住んでいた。ファントムはキャリエールに、人を地下に寄こしたこと、カルロッタの歌が我慢ならないことを抗議するが、キャリエールはオペラ座の支配人を解任されたのでどうすることもできないと告げる。ファントムは驚き、ショレ・カルロッタ夫婦を追い出そうと画策することを決意。キャリエールは止めるが、ファントムは聞き入れない。以降、特にカルロッタ周辺で怪現象が起きるようになり、「ファントムの仕業」だとオペラ座ではまことしやかに噂が流れ出す。
ある日、クリスティーヌの歌を偶然耳にしたファントムは、彼女の歌声に亡き母の面影を見出し、彼女を一流の歌い手へと導くことを決める。ファントムは彼女の前にその姿を見せないまま、夜な夜なクリスティーヌに歌のレッスンを施す。クリスティーヌはファントムの導きのまま、その歌の才能を開花させていった。
歌い手としてクリスティーヌはもう遜色はないと判断したファントムは、クリスティーヌにオペラ座の前にあるビストロで行われるコンテストに出場するよう勧める。クリスティーヌはそのコンテストにて、キャリエールやシャンドン伯爵、ショレ、カルロッタ他の劇団員の前で見事歌い上げる。シャンドン伯爵とショレはクリスティーヌの歌を絶賛、彼女を歌手として改めてオペラ座に迎え入れることにする。嫉妬に駆られたカルロッタは、クリスティーヌを「フェアリー・クィーン」のタイターニア役にと、ショレに進言する。クリスティーヌのデビューにカルロッタの嫉妬による陰謀が行われようとした時、エリックはクリスティーヌを地下の隠れ家にさらい、周囲のクリスティーヌに対する仕打ちを巡ってキャリエールと口論になり彼と決別。その後カルロッタを電気椅子にかける。
キャリエールはクリスティーヌを見つけ、重大な秘密を明かす。キャリエールはエリックの父親であったのだ。これを聞いたクリスティーヌはエリックに母親に見せた素顔を自分にも見せてほしいと語る。エリックは渋々仮面を外す(客席からは見えない)。しかしクリスティーヌは恐怖で後ずさり、エリックは悲嘆し自暴自棄になる。キャリエールは自己嫌悪に陥ったクリスティーヌを逃がし、エリックに真実を話す。しかしエリックはすでにそのことを知っており、キャリエールが本当のことを話してくれるのを待っていたのである。エリックは捕らえられ見世物小屋のように扱われるのを恐れるが、キャリエールは決して見世物にはしないと約束する。その後エリックとフィリップが取っ組み合いになった末に警察が取り囲み、エリックはロープで逃げようとするが失敗する。エリックはぶら下がった状態で、警察署長は部下に銃を撃たず生け捕りにするよう語る。エリックは父親に助けを求める。キャリエールは悟り、警察官の銃を奪って息子に向ける。辛いながらも銃を撃つとファントムは落ちる。重症を負ったエリックはクリスティーヌに仮面を外させる。クリスティーヌは笑顔を見せ「あなたは音楽、美しい音楽、あなたは私に光を灯してくれた。あなたは私の人生」と語り、ファントムが亡くなると仮面を戻す。

## 日本での上演

### 宝塚歌劇団での上演
2004年 - 宙組公演（初演）
2006年 - 花組公演
2011年 - 花組公演
2018年 - 雪組公演

### 梅田芸術劇場制作の舞台
2008年
上演台本演出：鈴木勝秀、翻訳：伊藤美代子、企画制作：梅田芸術劇場
梅田芸術劇場・愛知厚生年金会館・青山劇場で上演された。
ベラドーヴァ役の姿月あさとは映像にて出演。
2010年
上演台本演出：鈴木勝秀、企画制作：梅田芸術劇場
赤坂ACTシアター・梅田芸術劇場で上演。
ベラドーヴァ役は不在で、キャリエールがベラドーヴァの思い出を語るという演出に変更された。
2014年
演出：ダニエル・カトナー、翻訳：伊藤美代子、訳詞：高橋亜子、修辞：荻田浩一、企画制作：梅田劇術劇場
赤坂ACTシアター（9月13日 - 9月29日、23回）・梅田芸術劇場メインホール（10月5日 - 10月15日、15回）にて上演。
ベラドーヴァのナンバー『Beautiful Boy』が新たに追加された。
2019年
演出：城田優、衣裳/美術：トム・ロジャース、翻訳：伊藤美代子、訳詞：高橋亜子、企画制作：梅田劇術劇場
赤坂ACTシアター（11月10日 - 12月1日、30回）・梅田芸術劇場メインホール（12月7日 - 16日、15回）にて上演。
ファントム、クリスティーヌ、フィリップの3重奏『Crumbling Heart（崩れゆく心）』が新たに追加された。
城田優が演出と主演を同時に行う。
2023年
演出：城田優、衣裳/美術：トム・ロジャース、翻訳：伊藤美代子、訳詞：高橋亜子、企画制作：梅田劇術劇場
梅田芸術劇場メインホール（7月22日 - 8月6日、17回）・東京国際フォーラムホールC（8月14日 - 9月10日、33回）にて上演。
城田優は演出と主演に加え、ファントムの恋敵になるシャンドン伯爵を演じる。
ヒロインのクリスティーヌ・ダーエ役を演じる予定だったsara（真彩希帆とのWキャスト）が、体調不良のため大阪・東京の全公演を休演することが初演当日の7月22日に発表された。Wキャストの真彩が全公演で同役を務める。
|                                  | 2008年                        | 2010年            | 2014年                  | 2019年                       | 2023年                 |
| -------------------------------- | ----------------------------- | ----------------- | ----------------------- | ---------------------------- | ---------------------- |
| ファントム（エリック）           | 大沢たかお                    | 大沢たかお        | 城田優                  | 加藤和樹 城田優              | 加藤和樹 城田優        |
| クリスティーヌ・ダーエ           | 徳永えり                      | 杏                | 山下リオ                | 愛希れいか 木下晴香          | 真彩希帆               |
| ゲラール・キャリエール           | 伊藤ヨタロウ                  | 篠井英介          | 吉田栄作                | 岡田浩暉                     | 岡田浩暉               |
| フィリップ・ドゥ・シャンドン伯爵 | ルカス・ペルマン パク・トンハ | 海宝直人 古川雄大 | 日野真一郎              | 廣瀬友祐 木村達成            | 大野拓朗 城田優        |
| アラン・ショレ                   | HISATO                        | 石橋祐            | 三上市朗                | エハラマサヒロ               | 加治将樹               |
| カルロッタ                       | 大西ユカリ                    | 樹里咲穂          | マルシア                | エリアンナ                   | 石田ニコル 皆本麻帆    |
| ジャン・クロード                 | 永島克                        | 永島克            | 大山真志                | 佐藤玲                       | 中村翼                 |
| ルドゥ警部                       | 中村まこと                    | 中村まこと        | 池下重大                | 神尾佑                       | 西郷豊                 |
| ベラドーヴァ                     | 姿月あさと                    | 不在              | 山下リオ                | 愛希れいか 木下晴香          | 真彩希帆               |
| 幼いエリック                     |                               |                   | 松井月杜 ラヴェヌル知輝 | 大河原爽介 大前優樹 熊谷俊輝 | 井伊巧 野林万稔 星駿成 |

1. ↑  当初予定ではsaraとのWキャスト。初演当日の7月22日にsaraの休演が発表された。
2. ↑  映像のみの出演
3. ↑  チームワークは万全!開幕直前レポ♪（2014年9月11日、ミュージカル『ファントム』公式ページ）内で2役とのクレジット。
4. ↑  当初予定では真彩希帆とsaraのWキャスト。初演当日の7月22日にsaraの休演が発表された。

## 主なミュージカルナンバー
ALW版とは作曲者が異なるため、一般的にミュージカル「オペラ座の怪人」として知られている各ナンバーとは、全く別のものである。

### 第1幕
- Melodie De Paris （パリのメロディー）/クリスティーヌ、他
- Paris Is A Tomb （パリは墓場）/ファントム、従者
- Dressing For The Night （今宵のために）/ソレリ、ガブリエル、ミレイユ、他
- Where In The World （世界のどこに）/ファントム
- This Place Is Mine （私のもの）/カルロッタ
- Home /クリスティーヌ、ファントム
- You Are Music （あなたこそ音楽）/ファントム、クリスティーヌ
- The Bistro /カルロッタ、クリスティーヌ
- Who Could Ever Have Dreamed Up You （思いもよらぬ君）/フィリップ、クリスティーヌ
- Dressing For The Night - Reprise
- Crumbling Heart （崩れゆく心）/ファントム、クリスティーヌ、フィリップ
- This Place Is Mine - Reprise

### 第2幕
- Without Your Music （君の音楽なしに）/ファントム
- Where In The World - Reprise
- The Story of Erick （エリックの物語）/キャリエール、ベラドーヴァ、エリック、他
- Beautiful Boy /ベラドーヴァ
- My True Love （まことの愛）/クリスティーヌ
- My Mother Bore Me （母は僕を産んだ）/ファントム
- You Are My Own （君は私のすべて）/ファントム、キャリエール
- Beautiful Boy - Reprise /クリスティーヌ